# Deutsche Poolbillard-Meisterschaft 1999 (Senioren)
Die Deutsche Poolbillard-Meisterschaft 1999 war die 15. Austragung zur Ermittlung der nationalen Meistertitel der Senioren in der Billardvariante Poolbillard. Sie wurde vom 12. bis 18. Juli 1999 in Lübeck ausgetragen.
Es wurden die Deutschen Meister in den Disziplinen 14/1 endlos, 8-Ball, 9-Ball und 8-Ball-Pokal ermittelt.

## Medaillengewinner
| Disziplin    | Gold             | Silber             | Bronze            | Bronze            |
| ------------ | ---------------- | ------------------ | ----------------- | ----------------- |
| 14/1 endlos  | Santo Lia        | Rolf Commerscheidt | Bernd Woitanowski | Werner Kohnle     |
| 8-Ball       | Santo Lia        | Hans-Jörg Müller   | Werner Kohnle     | Bernd Woitanowski |
| 9-Ball       | Ralf Waschkewitz | Willi Ludwig       | Uwe Kirsch        | Richard Hartmann  |
| 8-Ball-Pokal | Ralf Waschkewitz | Werner Kohnle      | Willi Ludwig      | Santo Lia         |

## Modus
Die 24 Spieler, die sich über die Landesmeisterschaften der Billard-Landesverbände qualifiziert haben, spielten zunächst im Doppel-KO-System. Ab dem Viertelfinale wurde im KO-System gespielt.

## Wettbewerbe
Aus Gründen der Übersichtlichkeit werden im Folgenden jeweils nur die 16 bestplatzierten Spieler notiert.

### 14/1 endlos
| Platz | Spieler            |
| ----- | ------------------ |
| 1     | Santo Lia          |
| 2     | Rolf Commerscheidt |
| 3     | Bernd Woitanowski  |
| 3     | Werner Kohnle      |
| 5     | Michael Engelen    |
| 5     | Gerd Griebner      |
| 5     | Joachim Olschowka  |
| 5     | Willi Ludwig       |
| 9     | Norbert Bünso      |
| 9     | Kelly Blazio       |
| 9     | Ralf Waschkewitz   |
| 9     | Werner Staab       |
| 13    | Erhart Bösel       |
| 13    | Richard Hartmann   |
| 13    | Uwe Kirsch         |
| 13    | Werner Kahl        |

### 8-Ball
| Platz | Spieler            |
| ----- | ------------------ |
| 1     | Santo Lia          |
| 2     | Hans-Jörg Müller   |
| 3     | Werner Kohnle      |
| 3     | Bernd Woitanowski  |
| 5     | Joachim Olschowka  |
| 5     | Oskar Gold         |
| 5     | Ralf Waschkewitz   |
| 5     | Roland Nejmann     |
| 9     | Michael Lewis      |
| 9     | Michael Engelen    |
| 9     | Rolf Commerscheidt |
| 9     | Dirk Hanke         |
| 13    | Richard Hartmann   |
| 13    | Werner Staab       |
| 13    | Uwe Kirsch         |
| 13    | Gerd Griebner      |

### 9-Ball
| Platz | Spieler            |
| ----- | ------------------ |
| 1     | Ralf Waschkewitz   |
| 2     | Willi Ludwig       |
| 3     | Uwe Kirsch         |
| 3     | Richard Hartmann   |
| 5     | Werner Staab       |
| 5     | Joachim Olschowka  |
| 5     | Santo Lia          |
| 5     | Wolfgang Friedrich |
| 9     | Werner Kohnle      |
| 9     | Bernd Woitanowski  |
| 9     | Kelly Blazio       |
| 9     | Peter Plassmann    |
| 13    | Rolf Commerscheidt |
| 13    | Roland Nejmann     |
| 13    | Oskar Gold         |
| 13    | Jürgen Bailly      |